# Tour Magne

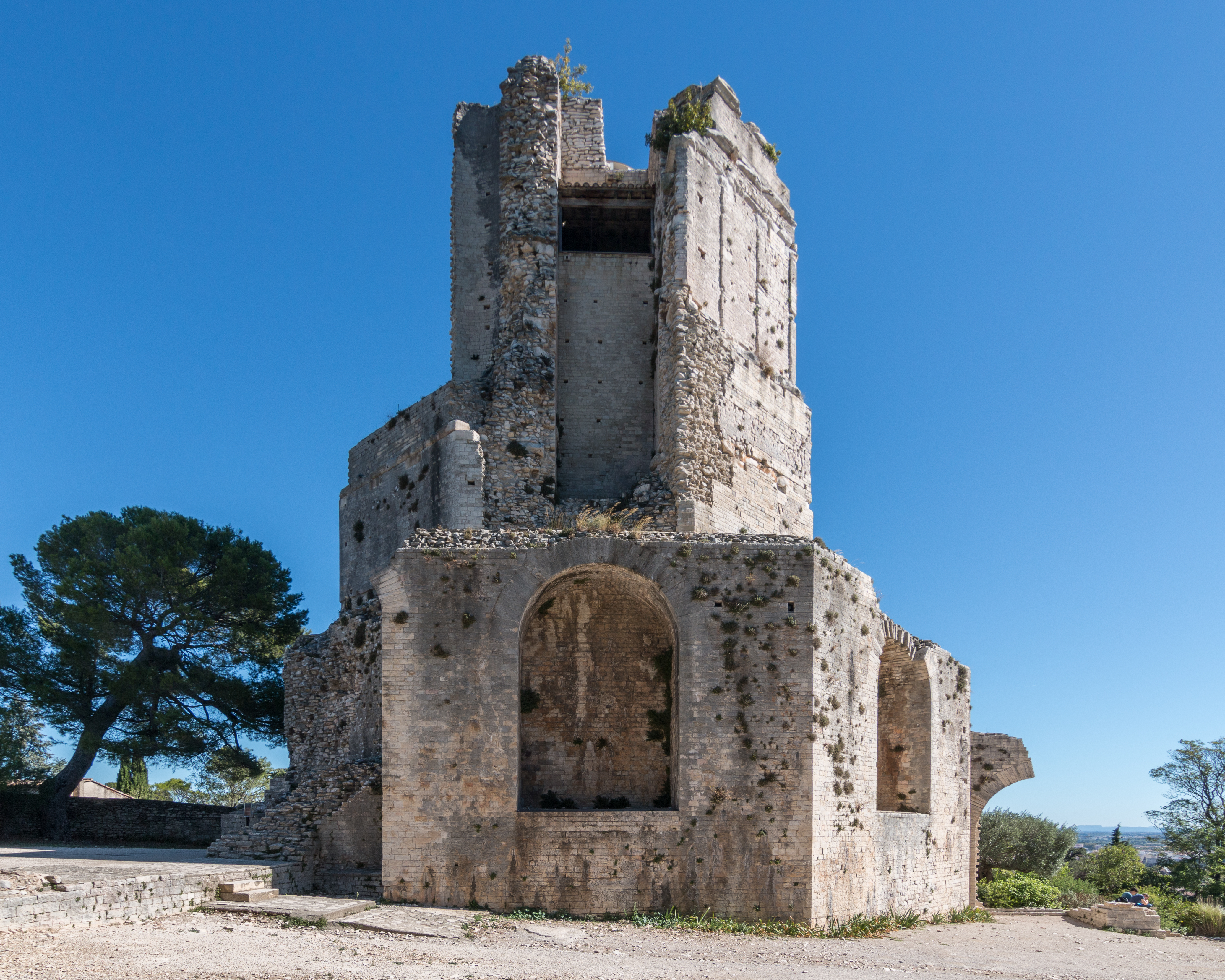
Die Tour Magne

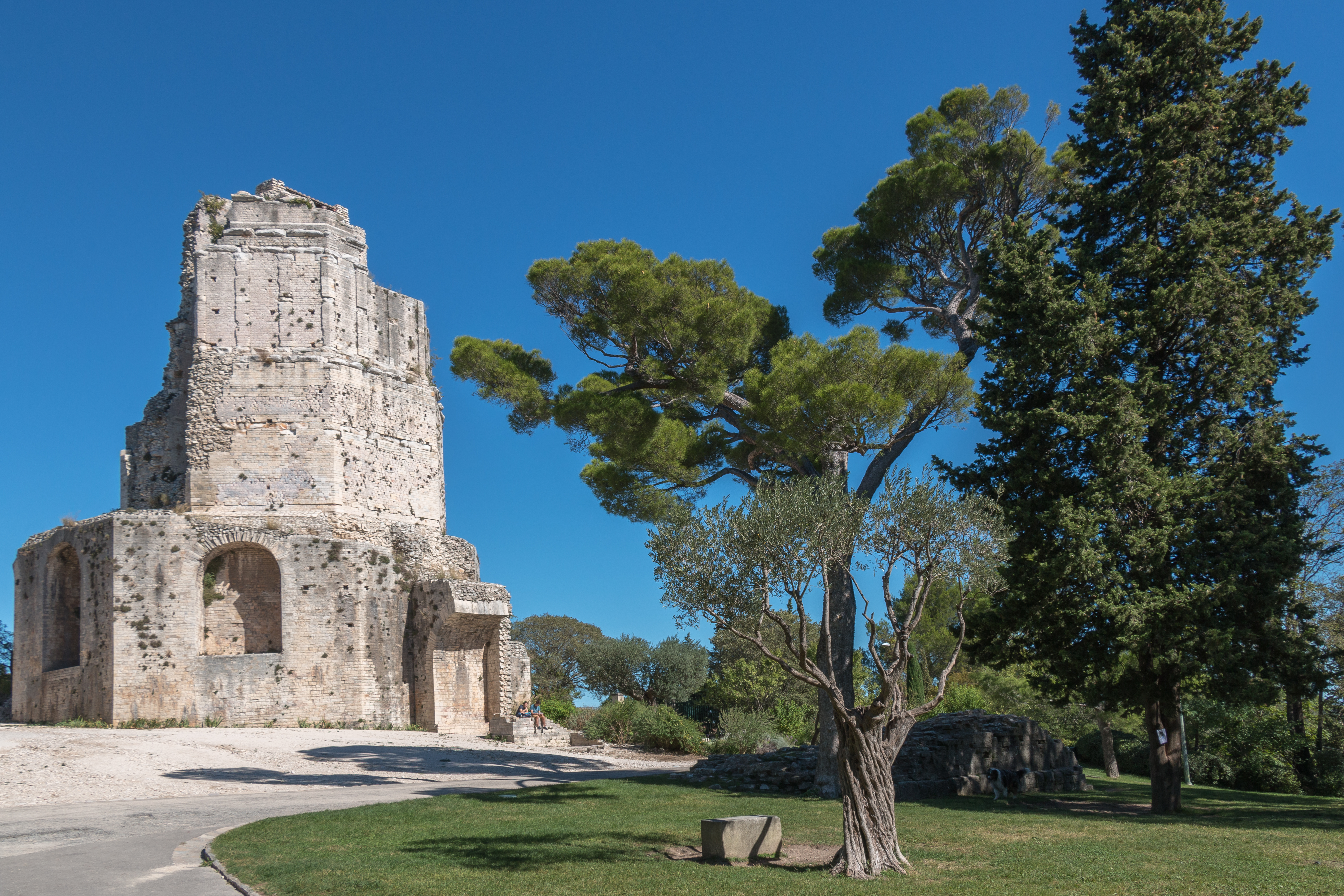
Der Turm im Jardin De La Fontaine

Die Tour Magne ist ein Denkmal aus gallo-römischer Epoche in Nîmes. In seinen ältesten Teilen aus dem 3. Jahrhundert vor Christus stammend, ist der Turm eines der ältesten Gebäude in Europa.
Ursprünglich 36 Meter hoch, misst er heute nur 32,50 Meter. Sein achteckiger Sockel umschließt einen Trockenmauerturm – daher die Unregelmäßigkeit seiner Form. Eine verkröpfte, 70 Meter lange Rampe, von der noch der südliche Anfang und der letzte Bogen erhalten sind, führte zum Rundgang, der das erste Geschoss umschloss. Von dort konnte man auf die Mauerkrone gelangen, die auf diesem Niveau im Westen und Norden anschloss. Oberhalb dieses in die Stadtmauer integrierten Geschosses ist der auf vieleckigem Grundriss erbaute Turm völlig fensterlos. Der Zugang zur Terrasse, die ursprünglich den Turm krönte, erfolgte anschließend über eine innere Treppe. Das nächste Geschoss war mit toskanischen Pilastern geschmückt, das oberste, von dem fast nichts übrig geblieben ist, mit Säulen.
Wer heute in die Tour Magne eintritt, kann als Negativform den alten Natursteinturm erkennen, auf dem das römische Denkmal erbaut wurde. 18 Meter hoch, stammt der Turm aus prä-römischer, gallischer Zeit und wurde im 3. Jahrhundert v. Chr. errichtet; Thomas Platter sah ihn bereits 1596 hohl.
Über den ursprünglichen Zweck des Gebäudes gibt es viele Vermutungen. In römischer Zeit hat er als Teil der Stadtmauer eine Rolle zur Verteidigung, Wache und wohl auch Nachrichtenübermittlung gespielt. Indem sie seine Höhe verdoppelten, demonstrierten die Römer ihre Macht.
Der Turm wird von der Société culturespaces erhalten.

## Literarische Rezeption
Die Tour Magne wurde durch folgendes mehrsilbig reimende Gedicht berühmt:

„Gall, amant de la Reine, alla, tour magnanime,
Galamment de l’arène à la tour Magne, à Nîmes.“